# Huvudstadsregionens samarbetsdelegation
Huvudstadsregionens samarbetsdelegation eller oftare endast SAD (på finska Pääkaupunkiseudun yhteistyövaltuuskunta, YTV) var ett samarbetsorgan för huvudstadsregionen (Finland) där städerna Helsingfors, Vanda, Esbo och Grankulla ingick. Den ersattes 1 januari 2010 av Helsingforsregionens trafik och Helsingforsregionens miljötjänster.
SAD:s uppgift var att främja utvecklingen i huvudstadsregionen genom att producera service inom kollektivtrafik, avfallshantering, luftskydd och trafikplanering. Helsingfors stads trafikverk planerade dock Helsingfors interna trafik.

## Organisation och ekonomi
Beslutande organ var regionstämman och styrelsen. Verksamheten var indelad i fyra resultatområden: trafik, avfallshantering, region- och miljöinformation samt gemensamma tjänster. 
SAD:s verksamhetsinkomster beräknades år 2006 vara 256,8 miljoner euro (26 % avfallshantering, 38 % trafik), medan utgifterna beräknades till 244 miljoner. 

## Historia
Förstadiet till SAD grundades år 1970. 

## Trafiken
SAD skötte kollektivtrafiken i Helsingforsregionen samt den interna trafiken i Esbo och Vanda. Helsingfors skötte om sin interna trafik trots att SAD ville ta över ansvaret för hela trafiken i regionen. SAD planerade busslinjerna och konkurrensutsatte dem, men ägde inte bussbolag själv. 
Regionbiljetten, som gällde i hela SAD-området, togs i bruk 1986. Då togs också symbolen för regionaltrafiken i bruk; fyra röda pilar i en ring som symboliserar de fyra städerna som bildade SAD. När resekorten togs i bruk ändrades symbolen till en Z-symbol med blå fond. Helsingfors interna trafik använder sin HST-symbol. Det fanns två typer av biljetter: interna biljetter som gällde inom varje kommun (Esbo och Grankulla bildade här ett gemensamt område) och en regionbiljett med vilken man kunde korsa kommungränserna och som gällde i alla kommuner. 
År 2006 utökades regionbiljetten med Kervo stad och 2007 med Kyrkslätts kommun. 
Resultatområde Trafik hade också hand om huvudstadsregionens trafikplan (PLJ) som är en politisk överenskommelse om vilka trafikprojekt (spårtrafik och vägprojekt) man ska satsa på under kommande period. Planen gjordes i samarbete med medlemskommunerna, Banförvaltningscentralen, Vägförvaltningen och kommunikationsministeriet. 

## Avfallshanteringen
Resultatområde Avfallshantering övertogs av Helsingforsregionens miljötjänster.

## Region- och miljöinformation
Resultatområde Region- och miljöinformation började sin verksamhet år 2006 och överfördes till Helsingforsregionens miljötjänster 2010. Resultatområdet handhade uppföljningen av luftkvaliteten, som hört till SAD:s uppgifter sedan 1982. 